# Ramonda
Ramonda es un género de plantas herbáceas perteneciente a la familia de las gesneriáceas. Comprende 14 especies descritas y de estas, solo 3 aceptadas. Son oriundas de Europa.

## Descripción
Son plantas herbáceas perennes. Sus hojas son ovales de color verde oscuro y forman una roseta. Entre mayo y agosto (según la altitud), emiten unos 5 tallos florales que sostienen a unas flores zigomorfas. 

## Taxonomía
El género fue descrito por Théodore Caruel y publicado en Synopsis Plantarum 1: 216. 1805.
Etimología
Debe su nombre al botánico francés Louis-Francois Èlisabeth Ramon de Carbonnières.

## Hábitat
Estas especies son plantas de montaña en zonas de roquedales húmedos.
Ramonda nathaliae es endémica de las montañas Dináricas (Balcanes y Grecia), mientras que Ramonda myconi es endémica de los Pirineos se desarrolla sobre rocas calcáreas, entre los 500 y los 2360 m s. n. m., siendo una planta relíctica del Terciario en la zona. 
Ambas especies se cultivan como plantas de jardín, sobre todo en rocallas.

## Especies aceptadas
A continuación se brinda un listado de las especies del género Ramonda aceptadas hasta marzo de 2015, ordenadas alfabéticamente. Para cada una se indica el nombre binomial seguido del autor, abreviado según las convenciones y usos.	
- Ramonda nathaliae Pančić & Petrovič de las montañas Dináricas.
- Ramonda myconi (L.) Rchb. de los Pirineos.
- Ramonda serbica Pančić